# Kantersieg
Ein Kantersieg ist ein überlegener und gleichzeitig leicht errungener Sieg in einem Sportwettkampf.
Der Begriff wird vor allem in Ballsportarten gebraucht, in denen das Spielergebnis in Toren, Körben oder Punkten gemessen wird, „wenn eine Mannschaft … ungewöhnlich viel mehr Tore als der Gegner erzielt“.

## Ursprung
Die Bezeichnung ist englischen Ursprungs und wurde erstmals in den Canterbury Tales des 14. Jahrhunderts mit „Canterbury gallop“, „Canterbury pace“ oder „Canterbury trot“ als Ausdruck für die Pilger verwendet, die zu Pferd nach Canterbury ritten, um den Schrein Thomas Beckets zu besuchen, und sich dadurch die ansonsten weitaus mühevolleren Pilgerreisen vereinfachten, aber doch gemächlicher ritten als normalerweise.
Hieraus entwickelte sich das im Englischen erstmals 1755 nachweisbare Verb to canter, das für Formulierungen wie to ride a horse at a canter im Pferdesport für die Pferdegangart zwischen Galopp und Trab übernommen wurde und sich später auch im Deutschen mit Kanter als Bezeichnung für leichten Galopp oder Arbeitsgalopp durchsetzte.
Der abgeleitete Begriff Kanterniederlage ist vor allem in der Schweiz gebräuchlich.